# Taltos
Taltos es el título del tercer libro de la saga de novelas de temática sobrenatural Las brujas de Mayfair escrita por Anne Rice y publicado el 19 de septiembre de 1994. En esta última entrega de la trilogía se abordan temas como la transmigración del alma, la búsqueda del alma gemela, la hibridación de especies y la vida anterior al nacimiento, desde un punto de vista de la ficción histórica, donde los pictos tienen un papel importante en el desarrollo de la trama.
El nombre del título procede de un grupo antiguo de sectas húngaras que aparecieron en el libro de Carlo Ginsburg; Ecstasies: Deciphering the witches Sabbath.
En su libro Anne Rice: A Critical Companion (Critical Companions to Popular Contemporary Writers) Jennifer Smith alega que en el cumplimiento de los cánones literarios, la obra, pasa de ser un libro de horror para adentrase a temas más filosóficos y hasta fantásticos, mucho más de los tratados en los libros más espirituales de la serie, pero de similar convergencia a la espiritual como Memnoch el diablo.

## Argumento
La vida transcurre muy apaciblemente para Ashlar, un hombre alto, y de rasgos infantiles que procede de una raza que evolucionó paralelamente a la de los hombres, llamada Taltos. Su vida cambia dramáticamente al recibir la noticia de la posible existencia de una hembra de su misma especie con la cual podría llegar a reproducirse, situación que le hace trasladarse al origen de sus ancestros, rememorando sus experiencias que por su longevidad ha logrado vivir.
De manera paralela, y después de los acontecimientos de La voz del diablo, la familia Mayfair se sumerge en la búsqueda de sanidad para Rowan Mayfair, que ha quedado en estado de shock y mutismo aparente por la muerte de su descendencia con el espíritu encarnado de Lasher. La familia entonces ve la posibilidad de legar su fortuna a la menor de la Mayfair, Mona, una muchacha pelirroja, intrépida y decidida que, junto con su prima Mary Jane Mayfair, se las ingenian para desentrañar los secretos de la familia, la posible existencia de más seres sobrenaturales que pueden ser engendrados por ellas y del que Ashlar también forma parte.

## Personajes
- Aaron Lightner
- Ashlar
- Beatrice Mayfair
- Elvera
- Leslie
- Marklin
- Mary Jane Mayfair
- Michael Curry
- Mona Mayfair
- Remmick
- Rowan Mayfair
- Samuel
- Stuart Gordon
- Tessa
- Tommy
- Yuri Stefano

## Narrativa
La narrativa del libro cambia a medida que avanza la historia. En los primeros capítulos la narrativa se establece en tercera persona; en los capítulos finales se narra la historia desde la primera persona, y se intercalan historias aparentemente separadas que al final confluyen en una sola línea del tiempo.